# 后窑镇
后窑乡，是中华人民共和国辽宁省铁岭市昌图县下辖的一个乡镇级行政单位。

## 行政区划
后窑乡下辖以下地区：
万家村、船房村、后窑村、于家村、六家村、五家窝堡村、牌楼村、五百村、双山村、北山村和赵家村。